# Bodanrück und westl. Bodensee
Das Gebiet Bodanrück und westl. Bodensee ist ein mit Verordnung vom 1. Januar 2005 durch das Regierungspräsidium Freiburg nach der Richtlinie 92/43/EWG (Fauna-Flora-Habitat-Richtlinie) angemeldetes Schutzgebiet (Schutzgebietskennung DE-8220-341) im Süden des deutschen Landes Baden-Württemberg. Mit Verordnung des Regierungspräsidiums Freiburg zur Festlegung der Gebiete von gemeinschaftlicher Bedeutung vom 25. Oktober 2018 wurde das Schutzgebiet festgelegt.

## Lage
Das rund 14.340 Hektar (ha) große Schutzgebiet „Bodanrück und westl. Bodensee“ gehört naturräumlich zum Hegau. Es liegt auf einer Höhe von 395 bis zu 693 m ü. NHN und erstreckt sich über den Bodanrück sowie Uferbereiche der Nordwestteile des Bodensees, den Überlinger See und den Untersee, in den fünf Kommunen
- Allensbach 1.864,2849 ha = 13 %
- Bodman-Ludwigshafen 717,0326 ha = 5 %
- Konstanz 2.724,7241 ha = 19 %
- Radolfzell am Bodensee 2.294,5045 ha = 16 %
- Reichenau 717,0326 ha = 5 %

## Beschreibung
Das Schutzgebiet „Bodanrück und westl. Bodensee“ wird als „Grundmoränenlandschaft mit typischem glazialen Formenschatz, feuchten Senken und Mooren, Magerrasen, großflächigen Feuchtgebiets- und Verlandungskomplexen am Ufer, Flachwasser-, Tiefenzonen und zwei Höhlen“ beschrieben.

## Schutzzweck
Wesentlicher Schutzzweck ist die Erhaltung eines großen Landschaftskomplexes, mit einer durch menschliche Nutzung reich strukturierten Landschaft, Uferzonen mit zum Teil prähistorischer Bedeutung (Pfahlbau-Funde), Mooren, einer Grundmoränenlandschaft mit Drumlins, Moränenrücken, Toteislöchern, Flachwasser- und Tiefenzonen am Untersee und Überlinger See, zahlreichen bedeutenden Naturschutzgebieten und Naturdenkmalen.

## Lebensräume
Die Vielfalt von trockenen und feuchten Lebensraumtypen im Schutzgebiet wird unter anderem mit „Schlucht- und Hangmischwäldern“, „Kalkfelsen mit Felsspaltenvegetation“, „Fließgewässer mit flutenden Wasservegetationen“, „Kalktuffquellen“, „Auenwäldern mit Erlen, Eschen, Weiden“, „natürlichen, nährstoffreichen Seen“ sowie „mageren Flachland-Mähwiesen“ beschrieben.

### Lebensraumklassen
|                                                        |                                                        |  |      |      |
| Nichtwaldgebiete mit hölzernen Pflanzen, Gestrüpp usw. | Nichtwaldgebiete mit hölzernen Pflanzen, Gestrüpp usw. |  | 5 %  | 5 %  |
| Laubwald                                               | Laubwald                                               |  | 10 % | 10 % |
| Mischwald                                              | Mischwald                                              |  | 10 % | 10 % |
| Nadelwald                                              | Nadelwald                                              |  | 2 %  | 2 %  |
| Feuchtes und mesophiles Grünland                       | Feuchtes und mesophiles Grünland                       |  | 40 % | 40 % |
| Binnengewässer, fließend und stehend                   | Binnengewässer, fließend und stehend                   |  | 20 % | 20 % |
| Moore, Sümpfe, Uferbewuchs                             | Moore, Sümpfe, Uferbewuchs                             |  | 3 %  | 3 %  |
| anderes Ackerland                                      | anderes Ackerland                                      |  | 10 % | 10 % |
|                                                        |                                                        |  |      |      |

## Flora und Fauna

### Flora

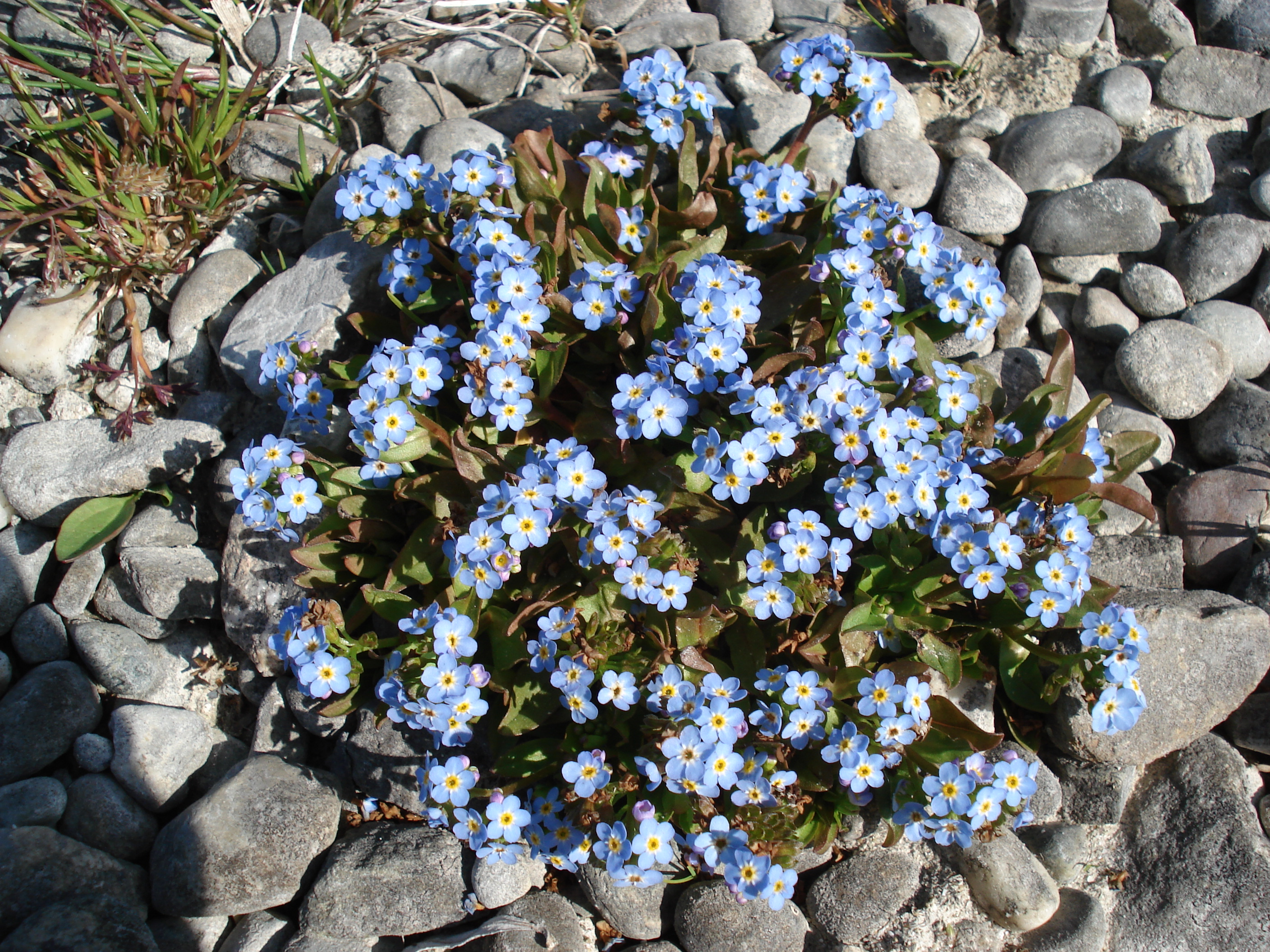
Bodensee-Vergissmeinnicht

Pflanzenarten, die im Anhang II der Richtlinie 92/43/EWG aufgeführt und im Schutzgebiet belegt sind:
- Bodensee-Vergissmeinnicht (Myosotis rehsteineri)
- Grünes Gabelzahnmoos oder „Grünes Besenmoos“ (Dicranum viride)
- Sumpf-Glanzkraut (Liparis loeselii)
- Sumpf-Siegwurz oder „Sumpf-Gladiole“ (Gladiolus palustris)

### Fauna
Tierarten (Auswahl), die im Anhang II der Richtlinie 92/43/EWG aufgeführt und im Schutzgebiet belegt sind:
- Amphibien
  - Gelbbauchunke (Bombina variegata)
  - Nördlicher Kammmolch (Triturus cristatus)
- Fische
  - Groppe (Cottus gobio)
- Insekten

- - Käfer

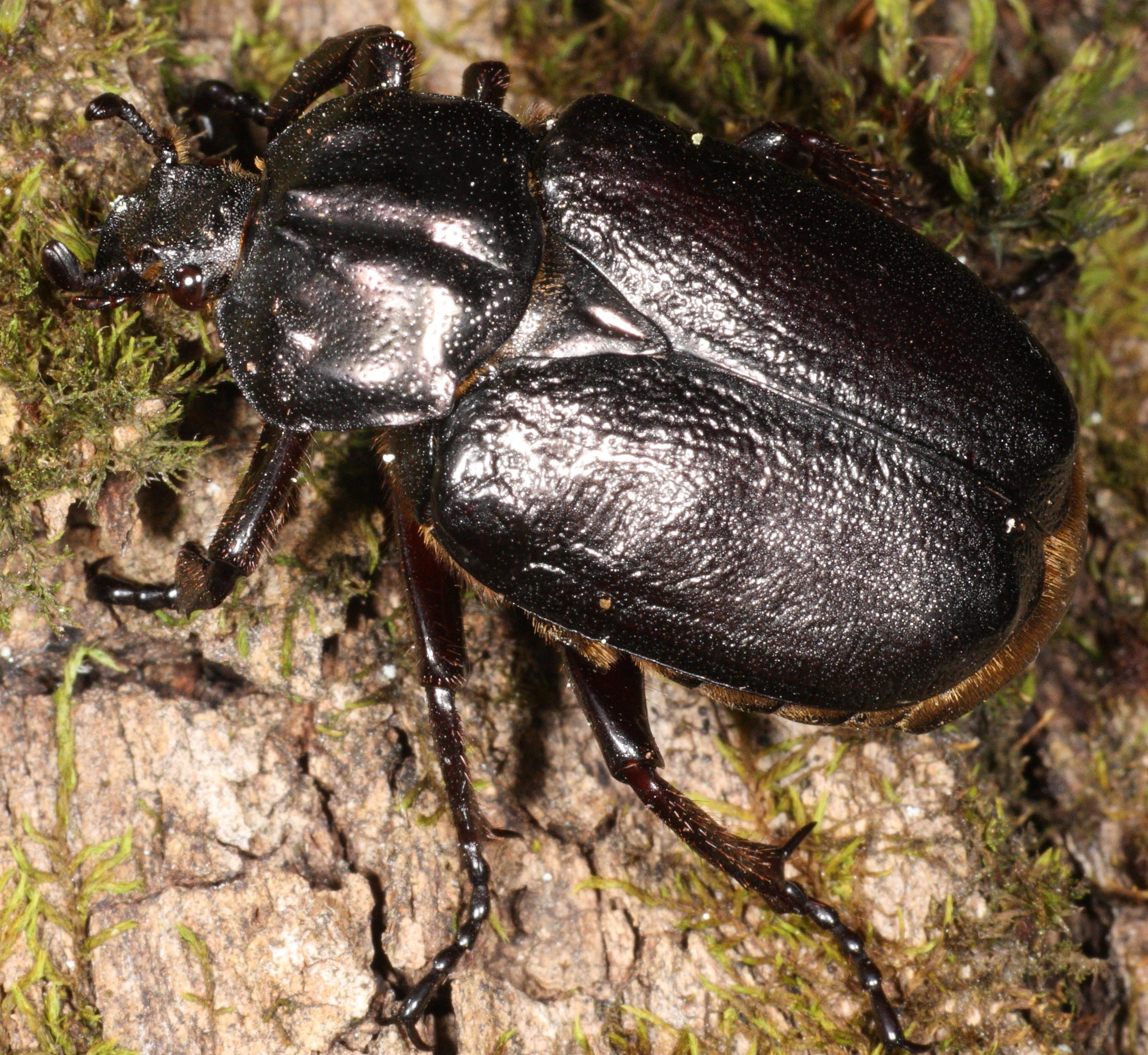
Eremit

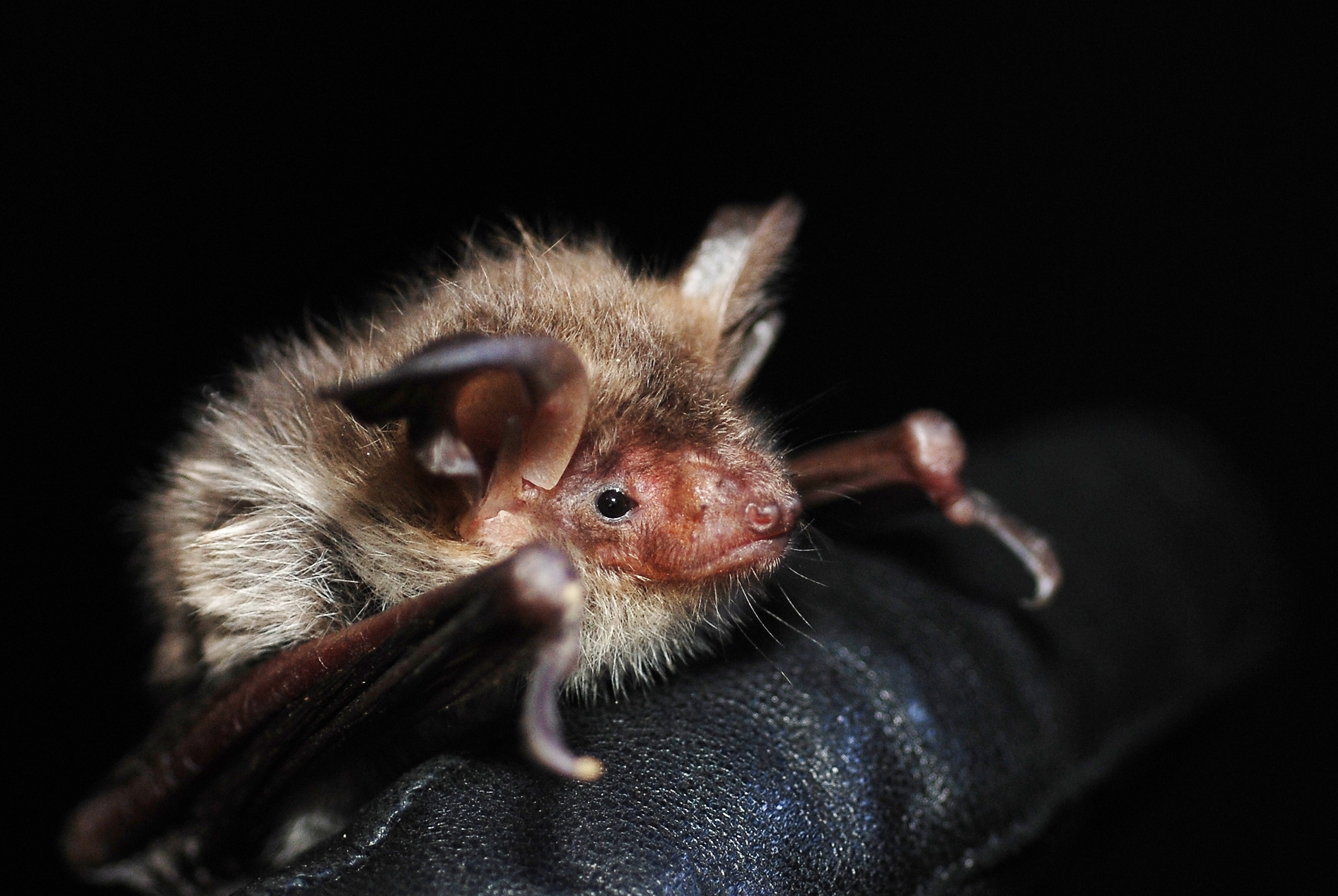
Bechsteinfledermaus

    - Eremit (Osmoderma eremita), auch „Juchtenkäfer“ genannt
    - Hirschkäfer (Lucanus cervus), „Insekt des Jahres“ 2012
    - Schmalbindiger Breitflügel-Tauchkäfer (Graphoderus bilineatus)

  - Libellen
    - Große Moosjungfer (Leucorrhinia pectoralis)
    - Helm-Azurjungfer (Coenagrion mercuriale)

  - Schmetterlinge
    - Dunkler Wiesenknopf-Ameisenbläuling (Maculinea nausithous), auch als „Schwarzblauer Bläuling“ oder „Schwarzblauer Moorbläuling“ bezeichnet
    - Heller Wiesenknopf-Ameisen-Bläuling (Phengaris teleius), auch als „Großer Moorbläuling“ bezeichnet
    - Russischer Bär oder die „Spanische Flagge“ (Euplagia quadripunctaria)
    - Skabiosen-Scheckenfalter (Euphydryas aurinia)
- Krebse
  - Stein- oder Bachkrebs (Austropotamobius torrentium), die kleinste europäische Flusskrebsart
- Säugetiere
  - Bechsteinfledermaus (Myotis bechsteini)
  - Europäischer Biber (Castor fiber), das größte Nagetier Europas
- Schnecken
  - Bauchige Windelschnecke (Vertigo moulinsiana)
  - Schmale Windelschnecke (Vertigo angustior)
  - Zierliche Tellerschnecke (Anisus vorticulus)